# Mimulopsis dasyphylla
Mimulopsis dasyphylla är en akantusväxtart som beskrevs av Gottfried Wilhelm Johannes Mildbraed. Mimulopsis dasyphylla ingår i släktet Mimulopsis och familjen akantusväxter. Inga underarter finns listade i Catalogue of Life.